# 킷치 SC
킷치(영어: Kitchee Sports Club, Kitchee) 또는 킷치 체육회, 걸지 체육회(중국어: 傑志體育會)는 홍콩의 축구 클럽이다. 현재는 홍콩 프리미어리그에 참가하고 있다.

## 선수단 및 코칭 스태프

### 현재 선수단
2025년 7월 16일 기준

참고: FIFA 자격 규정에 따라 소속된 국가대표팀 국기를 표시합니다. 선수는 복수의 FIFA 비회원국 국적을 가지고 있을 수 있습니다.
| 번호 | 포지션 | 국적     | 이름          |
| ---- | ------ | -------- | ------------- |
| 1    | GK     | 홍콩     | 왕전펑        |
| 21   | FW     | 홍콩     | 셉 버들       |
| 22   | DF     | 잉글랜드 | 칼럼 비티     |
| 23   | GK     | 홍콩     | 토스카나 석   |
| 29   | FW     |          | 김신욱        |
| 31   | FW     | 홍콩     | 매튜 슬래터리 |

| 번호 | 포지션 | 국적 | 이름 |
| ---- | ------ | ---- | ---- |

## 역대 감독
| 감독                   | 임기        |
| ---------------------- | ----------- |
| 호세 프란시스코 몰리나 | 2014 ~ 2015 |
| 김동진(대행)           | 2021 ~ 2022 |
| 김동진(대행)           | 2023 ~ 2024 |
| 에드가 카르도주        | 2024 ~      |

## 우승 기록

### 국내 대회

#### 리그
- 홍콩 프리미어리그

● 우승 (3): 2014–15, 2016-17, 2017-18
- 홍콩 1부 리그

● 우승 (6): 1947–48, 1949–50, 1963–64, 2010–11, 2011–12, 2013–14
● 준우승 (7): 1952–53, 1954–55, 1956–57, 2003–04, 2006–07, 2008–09, 2012–13

#### 컵
- 홍콩 시니어 챌린지 쉴드

● 우승 (5):: 1949–50, 1953–54, 1959–60, 1963–64, 2005–06
● 준우승 (5): 1948–49, 1951–52, 1955–56, 2007–08, 2009–10
- 홍콩 FA컵

● 우승 (3): 2011–12, 2012–13, 2014-15
● 준우승 (2): 2003–04, 2013–14
- 홍콩 리그컵

● 우승 (4): 2005–06, 2006–07, 2011–12, 2014-15

### 친선 대회
- 구정컵

● 준우승 (1): 2010